# シャスタ山
シャスタ山（シャスタさん、英語: Mount Shasta）はアメリカ、カスケード山脈の南部にある火山である。

## 概要
シャスタ山は、カリフォルニア州北部に位置する。標高4,321.8m。カスケード山脈の中ではレーニア山（4,392m）に次いで2番目に高く、カリフォルニア州内でもホイットニー山（4,418m）、ウィリアムソン山(4,354m)、ノース・パリセード（4,341m）などに次いで5番目に高い山である。主峰のほか、山頂の西側には側火山のシャスティーナ（3,758m）がある。
古来よりこの地方に住むアメリカ先住民の聖なる山とされ、現在の山の名前はその部族のひとつシャスタ族に由来する。山頂は氷河と万年雪を戴き、その雪解け水はサクラメント川の源となり約500km南流してサンフランシスコ湾に注ぐ。ナチュラルミネラルウォーターのクリスタルガイザーの源泉としても知られる。
1920年代にサンフランシスコに在住した登山家で日本山岳会会長の小島烏水は、カスケードやシエラネバダ山脈の山々を足繁く訪れてその著『氷河と万年雪の山』の中で紹介したが、シャスタ山については、富士山と似ているとして類似点をあげている。

## 地史
シャスタ山は過去10,000年の間平均800年ごとに噴火しており、最近4,500年の間は平均600年毎に噴火している。最も近年の噴火は、カリフォルニア沿岸を航海していたフランスの探検家ラ・ペルーズによって1786年に目撃されたとする説があるが、見解は分かれている。
30万年前には大規模な山体崩壊が発生したと分析されており、この際には45立方キロメートルの土砂が崩壊し岩屑なだれとなって北西50キロメートルにまで達し、山麓に丘陵（流れ山地形）が残された。これは現在確認されている山体崩壊の中で世界最大規模のものである。

## ギャラリー

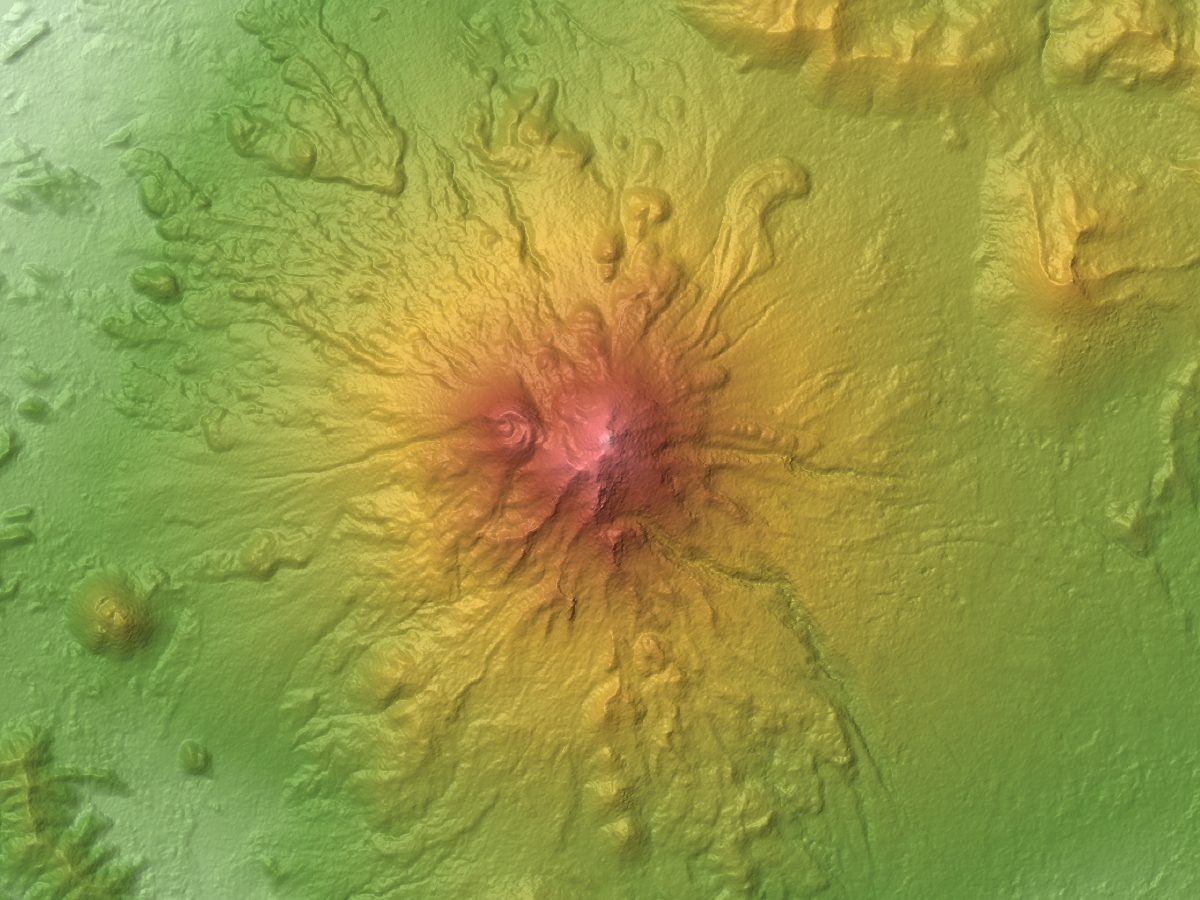
地形図
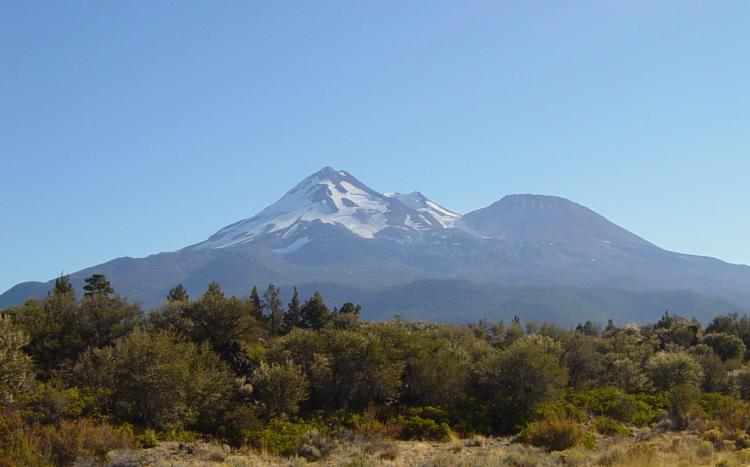
北西から
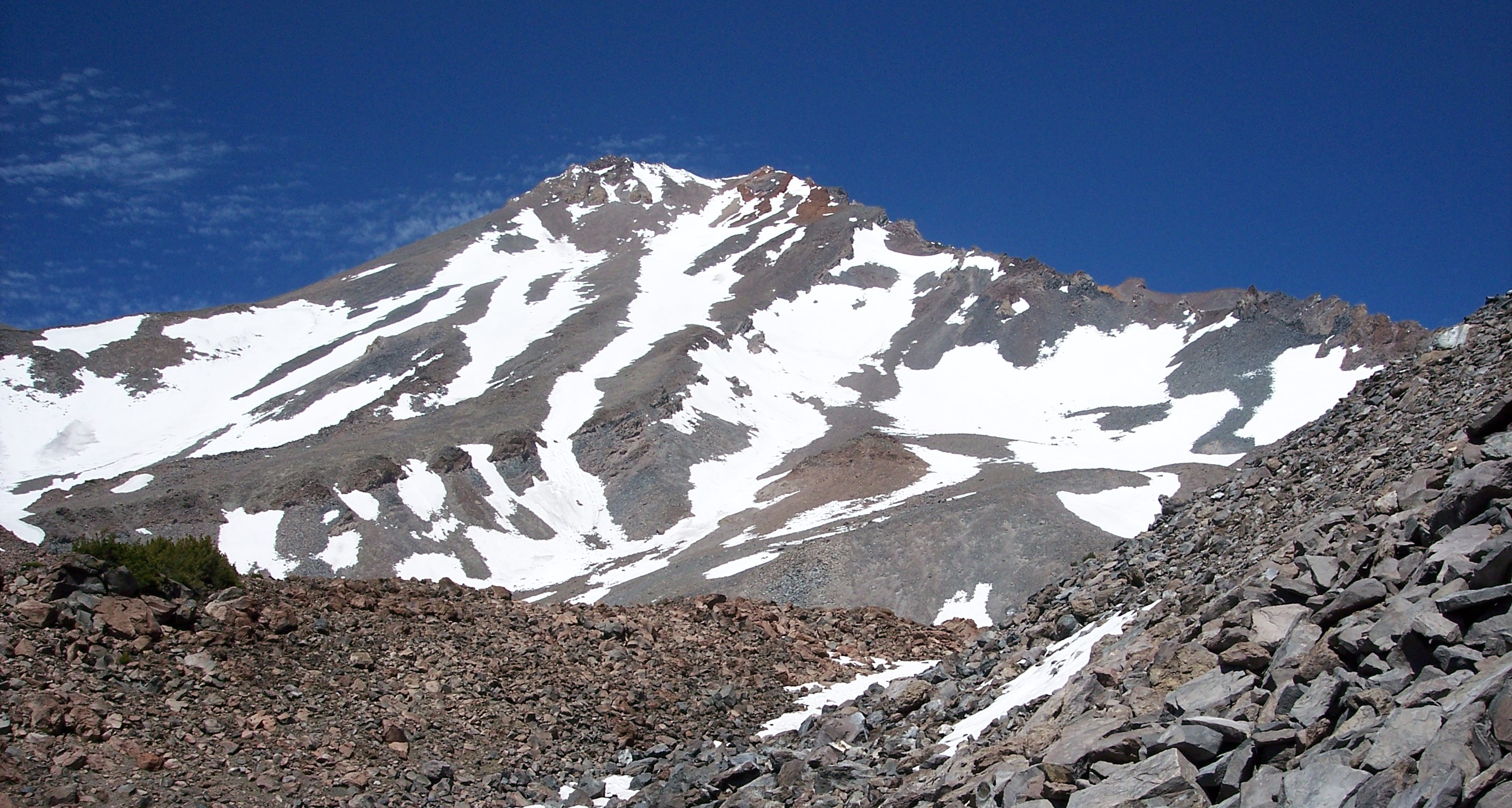
ヒドゥンバレーから望むシャスタ山西側面